# سولومون وايت
سولومون وايت هو سياسي كندي، ولد في 8 أكتوبر 1836، وتوفي في 11 نوفمبر 1911. حزبياً، نشط في حزب أونتاريو المحافظ التقدمي. وقد انتخب عضو برلمان مقاطعة أونتاريو.